# Rio Canal (Ţibău)
O Rio Canal é um rio da Romênia, afluente do Ţibău, localizado no distrito de Suceava.